# Allan Bittencourt
Allan Scaravaglioni Bittencourt (Porto Alegre, 17 de agosto de 1979) é um remador brasileiro que pertence à Seleção Brasileira da modalidade e à equipe de remo do Grêmio Náutico União. 
Disputou o Pan Rio 2007, e conquistou uma medalha de prata e outra de bronze.
Integrou a delegação que disputou os Jogos Pan-Americanos de 2011, em Guadalajara (México).
Participou dos Jogos Pan-Americanos de 2015 em Toronto, no Canadá.